# 山内晋卿
山内 晋卿（やまのうち しんきょう、旧名: 晋（すすむ）、1866年1月26日（慶応元年12月10日） - 1945年（昭和20年）9月9日）は、仏教学者、漢文学者、中国史学者。石見国（現島根県）生まれ。
浄土真宗本願寺派勧学、旧制第三高等学校（現京都大学）教授。定年後は、旧制福岡県立女子専門学校（現福岡女子大学）専任講師、旧制九州帝国大学専任講師等を歴任。
旧制三高の学校誌である『第三高等学校 神陵史』に名前が挙げられている。九州帝国大学の仏教青年会、浄土真宗本願寺派安居本講でも活躍した。島根県大田市にある浄土真宗本願寺派明恩寺第12世住職。

## 略歴
- 1865年 - 石見国大田（現・島根県大田市）の大家本郷浄土真宗本願寺派明恩寺で出生
- 1875年 - 宗門関連の島根県浜田楓川教校(楓川仏教中学校)及び本願寺大教校にて修学。素川教校教授、幼児時代より神童といわれ、本願寺より公的教育機関で修学せよとの指示あり。（1890年まで）
- 1893年 - 旧制第二高等中学校（現・東北大学）卒業
- 1896年 - 旧制帝国大学（現・東京大学）卒業
- 1897年 - 旧制第七高等学校造士館で教鞭を執る。（1899年まで）
- 1899年 - 旧制第三高等学校漢文学教授（1921年定年退職まで）
- 1923年 - 旧制福岡県立女子専門学校漢文学専任講師（1927年まで）
- 1924年 - 福岡県立中学修猷館嘱託教員（1925年まで）[1]
- 1927年 - 旧制九州帝国大学東洋史学専任講師（1937年まで）

## 浄土真宗学階暦他
- 1879年 - 浄土真宗本願寺派得度
- 1903年 - 浄土真宗本願寺派教師
- 1904年 - 明恩寺住職（1945年まで）
- 1908年 - 浄土真宗本願寺派司教
- 1939年 - 浄土真宗本願寺派勧学
- 1940年 - 浄土真宗本願寺派安居講習会本講。安居の本講取りまとめを行う。
- 1941年 - 浄土真宗本願寺派宗議寮員

## 叙勲歴
- 1921年 - 勲四等瑞宝章受章
- 1928年 - 大禮記念章正四位勲四等受章

## 親戚
- 山内邦臣 - 養子、英米文学者・京都大学名誉教授・島根県大田市の浄土真宗本願寺派明恩寺第13世住職
- 姉崎純卿 - 義弟、奈良市浄土真宗本願寺派正覚寺第16世住職
- 三谷好憲 - 元京都産業大学教授、宗教哲学者

## 著書
- 『降誕の意義　家庭布教』（出雲寺松柏堂　1910年）
- 『仏教概論』（1912年）
- 『遠忌の記念』（興教書院　1912年）山内晋卿述 清水精一郎編
- 『支那仏教史の研究』（仏教大学出版部、1921年）NDLJP:959970
- 『高等漢文読本2』（若林春和堂、1922年）
- 『弘明集講義』（仏教大学出版部、1924年）
- 『支那近世民族信仰の復活』（六條学報、XXXX年）
- 『栖栖詩文存（栖栖文存）』（西濃印刷、1942年）

## 論文
- 『学会回顧』（顕真学報27、1940年）
- 『宗教界 7-1』（道教の経典、19XX年）
- 『第16回夏期講習会』（我、19XX年）

## 講演他
- 九州帝国大学仏教青年会 - ウェイバックマシン（2002年12月3日アーカイブ分）にて講演等の活動
『般若心経講話（自性について）（四重出体について） （唯識の哲学体系）（悟りについて）（業について）（支那南北朝時代の仏教について）等』（1934～1935年）
- 五山文學
五山文學全集の出版に関して輔導翼賛の勞をとり緒言する。
- 中国（中华佛教百科全书 对“牟子理惑论”）

　在日本，也有许多不同的议论。开头，山内晋卿认为是真的，他根据的是明清人的说法；总之，常盘大定认为是假的